# Anton Hafferl
Anton Hafferl (* 26. März 1886 in Wien; † 5. Mai 1959 in Graz, Steiermark) war ein österreichischer Anatom und Hochschullehrer.

## Leben
Hafferl wurde 1912 in Wien promoviert und habilitierte sich 1921 (ebenfalls in Wien) für das Fach Anatomie. Von 1912 bis zu seiner Berufung nach Graz am 1. Anatomischen Institut in Wien tätig, war Hafferl einer der bedeutendsten Vertreter der Wiener Anatomischen Schule. Sein wissenschaftliches Werk umfasst u. a. Arbeiten aus der Vergleichenden Anatomie (z. B. Arteriensystem der Wirbeltiere, Anatomie des Affenfußes), aber auch sein bekanntes Standardwerk Lehrbuch der Topographischen Anatomie, welches 1953 erschien und später von seinem Nachfolger Walter Thiel überarbeitet wurde.
Hafferl war von 1933 bis 1959 (mit Unterbrechungen) Ordinarius am Anatomischen Institut der Karl-Franzens-Universität Graz. In dieser Zeit übernahm er mehrmals das Amt des Dekans der Medizinischen Fakultät, so 1937/38 und 1938 bis 1945, zuletzt 1952.
Nach dem „Anschluss Österreichs“ beantragte er am 19. Mai 1938 die Aufnahme in die NSDAP, wurde rückwirkend zum 1. Mai desselben Jahres aufgenommen (Mitgliedsnummer 6.302.413) und wurde Vertrauensmann des NS-Dozentenbundes. Hafferl war mit dem Gauleiter Siegfried Uiberreither und mit dem  SS-Sturmbannführer Bernward Josef Gottlieb, dem Leiter der SS-Ärzte-Akademie Graz, befreundet und wurde für die anatomischen Untersuchungen mit Leichen von Gestapo-Opfern versorgt. Vom 24. April bis 11. Juni 1945, also bis etwa ein Monat nach Kriegsende, war Hafferl Rektor der Karl-Franzens-Universität Graz.
Auch in Graz erfolgte nach 1945 aktive Vertuschung; Hafferl hatte Anfang 1946 heimlich die Leichen von Opfern der NS-Justiz verscharren hatte lassen. 1946 war er aufgrund seiner politischen Belastung zeitweise inhaftiert.
Im Dezember 1948 wurde er in seinem Amt als Ordinarius für Anatomie bestätigt. 1957 wurde Hafferl emeritiert. Er ist auf dem St.-Leonhard-Friedhof in Graz beigesetzt.

## Schriften
- Die Anatomie der Pleurakuppel. Ein anatomischer Beitrag zur Thoraxchirurgie. Springer, Berlin 1939, OBV.
- Lehrbuch der topographischen Anatomie. Springer, Berlin 1953, DNB 451763807. Dritte Auflage 1969, ISBN 978-3-642-87342-3.
- mit Walter Thiel: Anleitung zu den Präparierübungen der Studierenden des zweiten Jahrganges an der Anatomie in Graz. Huallenz, Radkersburg 1955, OBV.